# Рудник Голден-Кілометр
Рудник Голден-Кілометр (Golden Kilometre) – колишній гірничодобувний майданчик на заході Австралії, одна з копалень на рудному полі Блек-Флег.
В другій половині 1980-х в центральній частині поля Блек-Флаг почали розробку золоторудного родовища Голден-Кілометр. Проект започаткували кілька компаній, зокрема Southern Resources Ltd та Square Gold and Minerals Ltd, що мали 55% та 25% участі відповідно (в 1989-му Southern Resources Ltd викупила частку другого зазначеного партнера).
Роботи велись відкритим способом за допомогою кількох кар’єрів. Станом кінець 1989-го рудник видав біля 3,5 тонн золота. Також є відомості, що за весь період розробки звідси вилучили біля 2,5 млн тонн руди та отримали біля 10 тонн золота.